# Seno Franklin
Seno Franklin är ett sund i Chile.   Det ligger i regionen Región de Magallanes y de la Antártica Chilena, i den södra delen av landet, 2 500 km söder om huvudstaden Santiago de Chile.
Trakten runt Seno Franklin är nära nog obefolkad, med mindre än två invånare per kvadratkilometer.